# Noruega en la Copa Mundial de Fútbol de 1994
La Selección de Noruega fue uno de los 24 países participantes, en lograr la clasificación a la Copa Mundial de Fútbol de 1994, que se realizó en Estados Unidos.
Noruega llegó por segunda vez a este evento, y cabe destacar que fue durante el proceso clasificatorio. El combinado noruego fue emparejado en el Grupo E, en el que también estaban Italia (equipo que a la postre, sería subcampeón de esa edición), México e Irlanda.
El reto no estuvo a favor de los noruegos, ya que vencieron a los mexicanos, empataron ante los irlandeses y perdieron ante los italianos.

## Clasificación
Luego de la disputa del Grupo 2, Noruega culminó en la primera posición, por lo que se clasificó directamente a la Copa Mundial de Fútbol, en compañía de Holanda, dejando fuera sorpresivamente a la favorita Inglaterra.

### Grupo 2
| Equipo       | Pts | PJ | PG | PE | PP | GF | GC | Dif |
| ------------ | --- | -- | -- | -- | -- | -- | -- | --- |
| Noruega      | 16  | 10 | 7  | 2  | 1  | 25 | 5  | 20  |
| Países Bajos | 15  | 10 | 6  | 3  | 1  | 29 | 9  | 20  |
| Inglaterra   | 13  | 10 | 5  | 3  | 2  | 26 | 9  | 17  |
| Turquía      | 8   | 10 | 3  | 2  | 5  | 10 | 15 | -5  |
| Polonia      | 7   | 10 | 3  | 1  | 6  | 11 | 19 | -8  |
| San Marino   | 1   | 10 | 0  | 1  | 9  | 2  | 46 | -44 |

| Fecha                    | Lugar      |              |                             | Resultado  |                             |              |
| ------------------------ | ---------- | ------------ | --------------------------- | ---------- | --------------------------- | ------------ |
| 9 de septiembre de 1992  | Oslo       | Noruega      | Bandera de Noruega          | 10:0 (4:0) | Bandera de San Marino       | San Marino   |
| 23 de septiembre de 1992 | Oslo       | Noruega      | Bandera de Noruega          | 2:1 (1:1)  | Bandera de los Países Bajos | Países Bajos |
| 7 de octubre de 1992     | Serravalle | San Marino   | Bandera de San Marino       | 0:2 (0:2)  | Bandera de Noruega          | Noruega      |
| 14 de octubre de 1992    | Londres    | Inglaterra   | Bandera de Inglaterra       | 1:1 (0:0)  | Bandera de Noruega          | Noruega      |
| 28 de abril de 1993      | Oslo       | Noruega      | Bandera de Noruega          | 3:1 (2:0)  | Bandera de Turquía          | Turquía      |
| 2 de junio de 1993       | Oslo       | Noruega      | Bandera de Noruega          | 2:0 (1:0)  | Bandera de Inglaterra       | Inglaterra   |
| 9 de junio de 1993       | Rótterdam  | Países Bajos | Bandera de los Países Bajos | 0:0        | Bandera de Noruega          | Noruega      |
| 22 de septiembre de 1993 | Oslo       | Noruega      | Bandera de Noruega          | 1:0 (0:0)  | Bandera de Polonia          | Polonia      |
| 13 de octubre de 1993    | Poznań     | Polonia      | Bandera de Polonia          | 0:3 (0:0)  | Bandera de Noruega          | Noruega      |
| 10 de noviembre de 1993  | Estambul   | Turquía      | Bandera de Turquía          | 2:1 (2:0)  | Bandera de Noruega          | Noruega      |

## Jugadores
Datos corresponden a situación previo al inicio del torneo
| #  | Nombre              | Posición      | Nacimiento              | PJ Sel | Club              |
| -- | ------------------- | ------------- | ----------------------- | ------ | ----------------- |
| 1  | Erik Thorstvedt     | Portero       | 28 de octubre de 1962   | 84     | Tottenham Hotspur |
| 2  | Gunnar Halle        | Defensa       | 11 de agosto de 1965    | 44     | Oldha Athletic    |
| 3  | Erland Johnsen      | Defensa       | 5 de abril de 1967      | 20     | Chelsea           |
| 4  | Rune Bratseth       | Defensa       | 19 de marzo de 1961     | 57     | Werder Bremen     |
| 5  | Stig Inge Bjørnebye | Defensa       | 11 de diciembre de 1969 | 34     | Liverpool         |
| 6  | Jostein Flo         | Delantero     | 3 de octubre de 1964    | 23     | Sheffield United  |
| 7  | Erik Mykland        | Mediocampista | 21 de julio de 1971     | 25     | IK Start          |
| 8  | Øyvind Leonhardsen  | Mediocampista | 17 de agosto de 1970    | 29     | Rosenborg         |
| 9  | Jan Åge Fjørtoft    | Delantero     | 10 de enero de 1967     | 50     | Swindon Town      |
| 10 | Kjetil Rekdal       | Mediocampista | 6 de noviembre de 1968  | 32     | Lierse SK         |
| 11 | Mini Jakobsen       | Mediocampista | 8 de noviembre de 1965  | 44     | Young Boys        |
| 12 | Frode Grodås        | Portero       | 24 de octubre de 1964   | 12     | Lillestrøm        |
| 13 | Ola By Rise         | Portero       | 14 de noviembre de 1960 | 25     | Rosenborg         |
| 14 | Roger Nilsen        | Defensa       | 8 de agosto de 1969     | 20     | Sheffield United  |
| 15 | Karl Petter Løken   | Mediocampista | 14 de agosto de 1966    | 32     | Rosenborg         |
| 16 | Gøran Sørloth       | Delantero     | 16 de julio de 1962     | 54     | Bursaspor         |
| 17 | Dan Eggen           | Defensa       | 13 de enero de 1970     | 2      | Brøndby           |
| 18 | Alf-Inge Håland     | Defensa       | 23 de noviembre de 1972 | 3      | Nottingham Forest |
| 19 | Roar Strand         | Mediocampista | 2 de febrero de 1970    | 1      | Rosenborg         |
| 20 | Henning Berg        | Defensa       | 1 de septiembre de 1969 | 16     | Blackburn Rovers  |
| 21 | Sigurd Rushfeldt    | Delantero     | 11 de diciembre de 1972 | 1      | Tromsø            |
| 22 | Lars Bohinen        | Mediocampista | 8 de septiembre de 1969 | 29     | Nottingham Forest |
| DT | Egil Olsen          |               |                         |        |                   |

## Participación

### Grupo E
| Equipo  | Pts | PJ | PG | PE | PP | GF | GC | Dif |
| ------- | --- | -- | -- | -- | -- | -- | -- | --- |
| México  | 4   | 3  | 1  | 1  | 1  | 3  | 3  | 0   |
| Irlanda | 4   | 3  | 1  | 1  | 1  | 2  | 2  | 0   |
| Italia  | 4   | 3  | 1  | 1  | 1  | 2  | 2  | 0   |
| Noruega | 4   | 3  | 1  | 1  | 1  | 1  | 1  | 0   |

| 19 de junio de 1994 | Noruega    | 1:0 (0:0) | México | RFK Memorial Stadium, Washington                                  |                                                                   |
|                     | Rekdal 84' | Reporte   |        | Asistencia: 52.395 espectadores Árbitro(s): Sándor Puhl (Hungría) | Asistencia: 52.395 espectadores Árbitro(s): Sándor Puhl (Hungría) |

| 23 de junio de 1994, 16:00 EDT | Italia        | 1:0 (0:0) | Noruega | Giants Stadium, Nueva York                                         |                                                                    |
|                                | D. Baggio 69' | Reporte   |         | Asistencia: 74.624 espectadores Árbitro(s): Helmut Krug (Alemania) | Asistencia: 74.624 espectadores Árbitro(s): Helmut Krug (Alemania) |

| 28 de junio de 1994, 12:30 EDT | Irlanda | 0:0     | Noruega | Giants Stadium, Nueva York                                                |                                                                           |
|                                |         | Reporte |         | Asistencia: 72.404 espectadores Árbitro(s): José Torres Cadena (Colombia) | Asistencia: 72.404 espectadores Árbitro(s): José Torres Cadena (Colombia) |